# Kenny Omega
Tyson Smith (Winnipeg, 16 de outubro de 1983) é um lutador profissional canadense, mais conhecido pelo seu nome no ringue Kenny Omega. Ele atualmente trabalha para a All Elite Wrestling. Omega também é conhecido por seu trabalho na New Japan Pro Wrestling onde ele foi uma vez Campeão Intercontinental da IWGP, duas vezes Campeão dos Pesos-Pesados Júnior da IWGP, uma vez Campeão de Duplas Pesos-Pesadas Júnior da IWGP, duas vezes Campeão de Trios de Peso Aberto NEVER e IWGP Heavyweight Champion dando fim ao reinado lendário de Kazuchika Okada. Ele também foi vencedor por uma ocasião do torneio da NJPW G1 Climax, tendo ganho em 2016 e se tornou o primeiro lutador estrangeiro a vencê-lo. Ele também fez aparições na promoção americana Ring of Honor (ROH).
Ele também é conhecido por seu trabalho no circuito independente japonês, aparecendo em promoções como a Dramatic Dream Team (DDT), onde ele foi uma vez Campeão Peso-Aberto da KO-D, três vezes Campeão de Duplas da KO-D, duas vezes Campeão de Trios da KO-D e uma vez Campeão da Divisão Extrema da DDT. Ele também trabalhou para a All Japan Pro Wrestling, onde ele foi Campeão Mundial dos Pesos-Pesados Júnior.
Ele lutou em várias promoções independentes dos Estados Unidos, incluindo a Pro Wrestling Guerrilla, onde ele foi Campeão Mundial da PWG e vencedor do torneio Battle of Los Angeles de 2009, Jersey All Pro Wrestling e na empresa canadense Premier Championship Wrestling.
Na NJPW e na ROH, Omega é membro do Bullet Club onde é o quarto e o atual líder do grupo desde 5 de janeiro de 2016, depois da saída do antigo líder A.J. Styles. Ele também tem um sub-grupo no Bullet Club chamado The Elite, junto com os The Young Bucks (Matt Jackson e Nick Jackson).

## Carreira na luta profissional

### Começo da vida e carreira
Crescendo, Smith jogou hóquei no gelo como um goalie. Ele se tornou interessado na carreira de lutador de luta profissional depois de um de seus amigos do Transcona Collegiate Institute (TCI) começar a treinar no Top Rope Championship Wrestling (TCW) em Winnipeg. Smith encerrou seu plano de se tornar um jogador de hóquei no gelo e também começou a treinar com o promotor da TCW Bobby Jay, que ele conheceu anteriormente enquanto trabalhava na loja IGA. Depois de treinar com Jay por um ano, Smith com 16 anos começou a trabalhar para TCW, onde ele nos dois anos seguintes eventualmente adotou a gimmick de "Kenny Omega", um surfista havaiano. A gimmick de surfista foi mais tarde substituída pela de um otaku gamer, que Smith acentuou ainda mais ao usar o Hadouken do Street Fighter. Em 2001, Smith se formou na TCW e graduou-se na universidade, mas desistiu em seu primeiro ano para se concentrar na sua carreira como lutador profissional no wrestling.

### Premier Championship Wrestling (2001–2005)
Em dezembro de 2001, Smith se juntou a outra promoção de Winnipeg, Premier Championship Wrestling. Aparecendo no lançamento oficial da promoção, feita por Eddie Guerrero e que contou com 1700 fãs, ele fez uma estreia impressionante contra seu antigo treinador Mentallo em 3 de março de 2002. A luta foi mais tarde nomeada a luta do ano da PCW. Em seguida ele começou a formar uma rápida dupla com Mentallo. Nesse tempo, ele se tornou rapidamente uma estrela em ascensão na PCW e no circuito independente canadense. Ele participou do curta-metragem do diretor Guy Maddin Sissy Boy Slap Party, um teaser do filme de 2003 The Saddest Music in the World.
No ano seguinte, Omega derrotou Adam Knight pelo PCW Heavyweight Championship em 18 de setembro de 2003. Apesar de defender com sucesso seu título contra Chi Chi Cruz, ele o perdeu para Rawskillz em 26 de novembro. Mais tarde naquele ano ainda na Canadian Wrestling Federation, ele também conquistou o vago CWF Heavyweight Championship derrotando TJ Bratt na final de um torneio em 29 de novembro de 2003 antes de perder o título para Zack Mercury um mês depois. Ele reconquistou também o PCW Heavyweight Championship de Rawskillz menos do que dois meses depois, porém ele foi forçado a deixar o título vago em 18 de março de 2004 depois de sofrer uma lesão.
Mais tarde naquele ano, ele fez dupla com seu antigo rival Rawskillz para derrotar Shawn Houston e Chris Raine pelo PCW Tag Team Championship em 19 de agosto. Seu reinado foi breve, no entanto, como eles perderam os títulos de voltar para Houston e Raine no mês seguinte. Em 17 de outubro de 2004, Omega apareceu no National Wrestling Alliance's 56th Anniversary Show, onde ele desafiou sem sucesso Petey Williams pelo TNA X Division Championship. Em março de 2005, ele foi derrotado por Tommy Knoxville no ULTRA card do Millennium Wrestling Federation.
Omega venceu um torneio com 8 homens, derrotando os conhecidos Nate Hardy, Chris Sabin e Amazing Red para vencer a primeira Premier Cup e o NWA Canadian X Division Championship em 2 de junho de 2005. Em 30 de julho, ele fez uma única aparição para a TCW Professional Wrestling quando ele fez time com The Scorpion para enfrentar The Axe e Bobby Jay no Grand Beach Entertainment Center em Grand Beach, Manitoba.
Em agosto de 2005, Omega atacou Christopher Daniels e o desafiou para uma luta, aparentemente se tornando heel como resultado. Daniels rejeitou a luta, contudo. Depois de perder o NWA Canadian X Division Championship para Rawskillz em 15 de setembro, Omega assistiu ao World League Wrestling de Harley Race no Pro Wrestling Noah Camp em Missouri. Ele mais tarde foi derrotado por Keith Walker no WLW show em Eldon, Missouri, que foi depois exibido na televisão japonesa. Depois da luta, Smith foi convidado para um teste de uma semana na World Wrestling Entertainment (WWE).
Depois de derrotar Johnny Devine em um evento da Action Wrestling Entertainment em 26 de novembro, Omega fez sua aparição final na PCW depois de anunciar seu contrato de desenvolvimento com a WWE e fez um discurso de despedida para os fãs em 1 de dezembro de 2005.

### World Wrestling Entertainment

#### Deep South Wrestling (2005–2006)

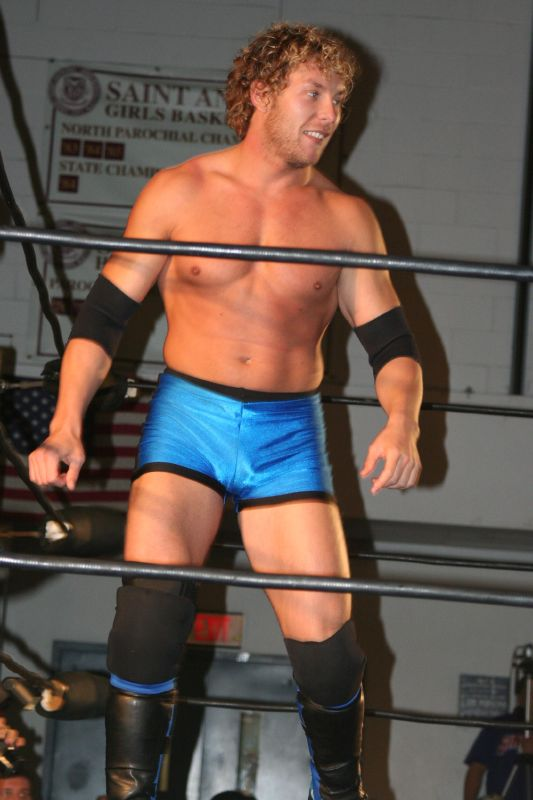
Omega em novembro de 2008

Em outubro de 2005, Smith foi mandando para o Deep South Wrestling (DSW), um território de desenvolvimento para a World Wrestling Entertainment, para ser avaliado por Bill DeMott e outros olheiros. Como resultado de sua performance, que incluiu testes observados por Johnny Ace e Kenta Kobashi, foi oferecido um contrato de desenvolvimento da WWE e ele foi designado para Deep South Wrestling em tempo integral. Fez a sua estreia em 27 de outubro de 2005, sendo derrotado por Mac Daddy Johnson.
Em 4 de maio de 2006, Omega fez dupla com Heath Miller em uma derrota para o Team Elite (Mike Knox e Derrick Neikirk). Depois de perder para Matt Striker, Eric Pérez e Sonny Siaki durante as próximas semanas, ele conseguiu sua primeira vitória depois de derrotar Oleg Prudius por contagem em uma dark match em 1 de junho. Apesar dele e Antonio Mestre perderem para o Urban Assault (Eric Perez e Sonny Siaki) em uma dark match em 15 de junho, ele derrotou Heath Miller em outra dark match vários dias depois.
Omega então formou uma breve tag team com Tommy Suede, que inclui uma derrota para o Urban Assault em 3 de agosto. Porém, eles derrotaram Matt Striker e Cru Jones uma semana depois. Em 17 de agosto, Omega foi derrotado por Oleg Prudius e, depois de derrotar Cru Jones vários dias depois, ele pediu sua liberação imediata de seu contrato para retornar a Premier Championship Wrestling.
Smith afirmou em várias entrevistas que seu tempo gasto com a DSW foi péssimo e fez diversas críticas em particular a DeMott e Jody Hamilton, e o treinador Bob Holly. A experiência mais positiva que teve com a WWE foi treinar com Dave Taylor, citando que antes de treinar com Taylor não sabia o básico e passou unicamente por seu atletismo. Smith já afirmou que a WWE se aproximou dele várias vezes com um contrato, incluindo na primavera de 2014 e três vezes em 2015, mas ele rejeitou todas.

### Retorno para a PCW (2006–presente)
Depois de ser liberado pela WWE, Smith tentou encontrar uma carreira nas artes marciais mistas e entrou em torneios de Brazilian jiu jitsu, antes de decidir dar mais uma chance a luta profissional. Para se destacar, Smith reinventou seu personagem no wrestling e desenvolveu vários novos movimentos, que não podiam ser duplicados. Em 14 de setembro de 2006, Omega fez seu retorno para a PCW, derrotando Rawskillz para ganhar uma luta com A.J. Styles, quem ele também derrotou no evento principal na semana seguinte. Ele derrotou Mike Angels e Rawskillz entre outros durante várias semanas antes de perder para A.J. Sanchez em 15 de fevereiro de 2007. Perdendo para Ozz em 1 de março, ele e Nate Hardy foram derrotados pelo Team Impact (Robby Royce e Ozz) mais tarde naquela semana. Durante as próximas semanas, Omega conquistou vitórias sobre Kraven e Nate Hardy antes de entrar na terceira edição do torneio anual PCW Premier Cup. Omega derrotou Nate Hardy, AJ Sanchez e Petey Williams para ganhar o torneio pela segunda vez.
Lutando em um combate que acabou em no contest contra Mike Angels em 30 de junho, ele derrotou AJ Sanchez em 19 de julho e derrotou Mike Angels, AJ Sanchez e Adam Knight em uma four-way match em 23 de agosto para uma luta com Samoa Joe em 27 de setembro. Omega foi derrotado por Samoa Joe em Winnipeg, Manitoba. Em outubro, Omega apareceu no Starting Point, o primeiro pay-per-view para a Wrestling Fan Xperience, lutando contra Último Dragón em uma luta com 25 minutos de duração. Em 31 de janeiro, Omega derrotou Mike Angels para vencer o PCW Heavyweight Championship pela terceira vez. Em 6 de março, Angels reconquistou seu título em uma three-way match, que também incluiu Jon Cutler. Porém, apenas duas semanas depois, Omega derrotou Angels para conquistar o PCW Heavyweight Championship pela quarta vez.

### Pro Wrestling Syndicate (2007–2008)
Kenny Omega fez sua estreia pela Pro Wrestling Syndicate (PWS) em 7 de setembro de 2007 em uma luta onde ele foi derrotado por Danny Demanto em Garfield, NJ. Depois da luta Omega se envolveu em um confronto com o comissário Necro Butcher. Omega retornou para a Pro Wrestling Syndicate em dezembro de 2009 e conseguiu uma vitória individual contra Davey Richards. Em 22 de março, Omega foi um dos 12 lutadores independentes selecionados para competir no primeiro "Majestic Twelve Tournament" feito pela Pro Wrestling Syndicate no supercard Majestic Mayhem em Yonkers, New York. No evento, Omega fez time com Jerry Lynn para enfrentar Kevin Matthews e Tommy Suede. Depois de derrotar Jerry Lynn na semifinal, Omega lutou com Devon Moore com a luta terminando em no contest quando os dois forçaram Jack Evans a desistir ao mesmo tempo. Em 2 de maio de 2009, Omega foi derrotado por Devon Moore em uma ladder match em Belleville, New Jersey. Em 17 de maio, Omega perdeu uma 3-way match contra o PWS Heavyweight Champion Devon Moore e Danny Demanto no Holy Cross High School em Queens|, New York.

### Jersey All Pro Wrestling (2007–2009, 2010–2012)

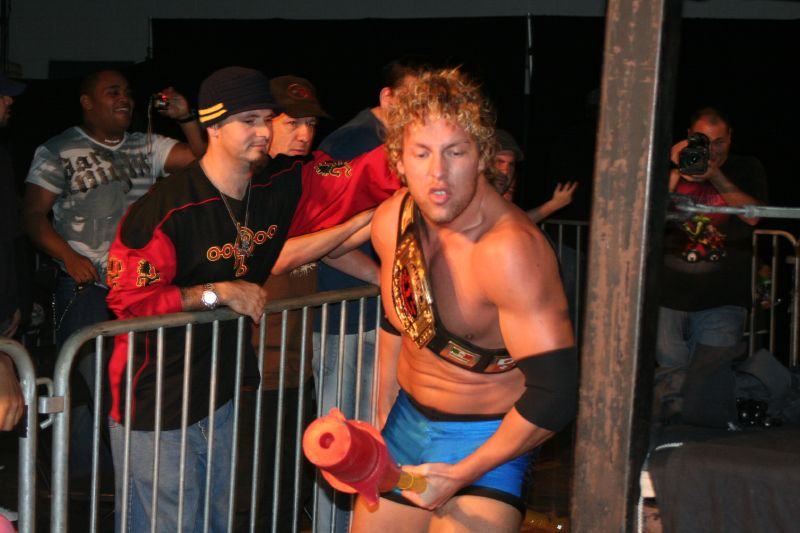
Omega como JAPW Heavyweight Champion em novembro de 2008

Omega fez a sua estreia pela Jersey All Pro Wrestling em 8 de setembro de 2007, em uma luta, onde foi derrotado por Danny Demanto. Depois de perder para "The Black Machismo" Jay Lethal em uma luta individual e para Teddy Hart em uma three-way match com Xavier, Omega conseguiu sua primeira vitória na JAPW em 8 de março de 2008, derrotando Low Ki e vencendo o JAPW Heavyweight Championship em Jersey City, New Jersey em apenas quatro lutas na AJPW. No mesmo dia, ele foi um dos vários lutadores presentes no WSU's first anniversary show em Lake Hiawatha, New Jersey. Outros no evento incluiam Steve Mack, Danny Demanto, Ian Rotten, Kevin Matthews, Vicious Vinny, Inferno, Don Johnson.
A primeira defesa do JAPW Heavyweight de Omega ocorreu em 19 de abril de 2009, no Spring Massacre, onde ele reteve seu título contra Frankie Kazarian em uma Champions Challenge. Ele defendeu seu título contra Danny Demanto e Grim Reefer durante as próximas semanas. Durante sua luta contra Grim Reefer, seu oponente se lesionou no começo da luta sendo quase interrompida duas vezes pelo juiz quando Reefer teve dificuldades para respirar. Depois da luta, o duas vezes campeão JAPW Heavyweight Dan Maff retornou para a promoção e se aliou com Omega.
Em 7 de julho, foi anunciado pela Jersey All Pro Wrestling que Omega e outros vários lutadores fariam parte em um evento parar arrecadar fundos para a Beachwood Pine Beach Little League. Entre os progamados para aparecer estavam Rhino, The Latin American Xchange, Sonjay Dutt, Jay Lethal, Dan Maff, The Heavy Hitters (Monsta Mack e Havok) e o JAPW New Jersey State Champion Grim Reefer. O evento foi realizado na Toms River Intermediate South Middle School em Beachwood, New Jersey em 19 de setembro de 2008. Em 10 de julho, Omega defendeu com sucesso seu título contra Jon Cutler em Winnipeg, Manitoba. Cutler tinha anteriormente ganhado um torneio derrotando "Outlaw" Adam Knight, Antonio Scorpio, Jr. e Mike Angels para ganhar uma chance pelo título de Omega.
Depois de uma derrota por desqualificação para Rhino e uma luta que terminou em no contest contra B-Boy, Omega foi programado para defender seu título em 13 de dezembro de 2008, em uma revanche contra Low Ki no JAPW's 11th Anniversary Show. Inicialmente, Low Ki venceu a luta, mas a decisão foi mudada e Omega manteve seu título por desqualificação pois Ki acidentalmente nocauteou o juiz antes de terminar. Em 28 de fevereiro de 2009, no Jersey City Rumble Omega perdeu seu título para Jay Lethal, depois do seu aliado Dan Maff se virar contra ele, terminando seu reinado em 357 dias. A próxima aparição de Omega na JAPW teve lugar em 10 de dezembro de 2010, quando ele competiu em uma six–way elimination match pelo JAPW Light Heavyweight Championship. Omega foi eliminado da luta pelo eventual vencedor, Jushin Thunder Liger. No show do dia seguinte, Omega derrotou seu antigo rival Jay Lethal em uma luta individual. Em 15 de maio de 2011, Omega derrotou Liger em Philadelphia, Pennsylvania, durante o evento da NJPW que foi o primeiro da história nos Estados Unidos, para vencer o JAPW Light Heavyweight Championship. Mesmo com a JAPW não realizando um show desde 14 de abril de 2012, em uma entrevista em julho de 2013 Omega disse que gostaria de retornar á empresa, citando que ele ainda detinha o JAPW Light Heavyweight Championship. Depois de retornar de um hiato em 15 de novembro de 2014, a JAPW tirou o Light Heavyweight Championship de Omega.

### Ring of Honor (2008–2010, 2016–presente)
Em 25 de julho de 2008, Omega fez sua estreia na Ring of Honor, sendo derrotado por Delirious em Toronto, Ontario. Na noite seguinte, Omega fez sua estreia em Detroit no ROH New Horizons, perdendo para Silas Young. Depois de uma sequência de derrotas, Omega conquistou suas primeiras vitórias em dezembro durante seu primeiro ano na ROH, vencendo por pinfall duas vezes o ROH World Champion Austin Aries. Em 14 de novembro de 2009, Omega recebeu sua chance pelo World Championship de Aries, mas foi incapaz de derrotá-lo pelo título. Em 2010 Omega começou a trabalhar mais regularmente no Japão, fazendo apenas seis aparições pela ROH ao longo do ano, com a sua luta contra Christopher Daniels em 19 de junho no Death Before Dishonor VIII sendo sua última aparição pela empresa em quase seis anos.
Em fevereiro de 2016, foi relatado que Omega tinha assinado para se tornar parte regular do plantel da ROH. Ele lutou seu primeiro combate em seu retorno em 26 de fevereiro no 14th Anniversary Show, onde ele e os The Young Bucks (Matt Jackson e Nick Jackson) defenderam com sucesso o NEVER Openweight 6-Man Tag Team Championship contra ACH, Kushida e Matt Sydal.

### Dramatic Dream Team/DDT Pro-Wrestling (2008–2014)

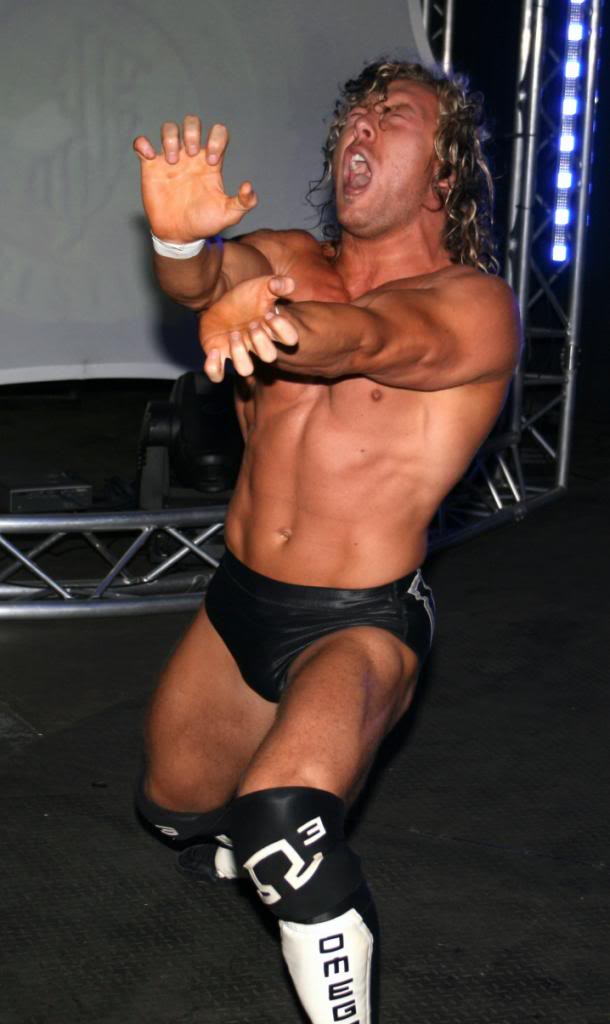
Omega em 2010

Em 2006, um dos amigos de Omega lhe mostrou vídeo da promoção japonesa Dramatic Dream Team (DDT). Omega foi cativado pelo lutador da DDT Kota Ibushi e procurou trabalhar com ele, então ele se filmou tendo um "DDT-style" de luta fora dos limites de um ringue de luta e o postou, bem como um desafio em vídeo para Ibushi no YouTube. Depois de ver os vídeos, a DDT convidou Omega para o Japão para lutar com Ibushi. O "tour" de Omega no Japão com a DDT teve início no começo de agosto de 2008. Ele eventualmente formou uma dupla com Ibushi, chamada Golden☆Lovers, vencendo o KO-D Tag Team Championship. Lutar no Japão era um dos sonhos de Smith como a cena local apelou para o seu lado criativo. Depois da WWE, onde ele foi completamente "scriptado" pela promoção, ele sentia que no Japão era capaz de mostrar sua personalidade e se expressar.
Em 2011, Omega teve uma luta com uma menina de nove anos chamada Haruka. O vídeo da luta foi viral, aparecendo em noticiários internacionais e levou a Omega receber numerosas ameaças de morte. O vídeo também foi visto por Mick Foley, que elogiou Omega como um heel, enquanto perguntava porque ele não estava na televisão nacional.
Em setembro de 2011, Omega representou o DDT no torneio da All Japan Pro Wrestling 2011 Junior League, fazendo sua estreia para a promoção em 11 de setembro. Depois de três vitórias e duas derrotas, Omega terminou em segundo lugar em seu bloco e não avançou para a final. No entanto, por ter derrotado o eventual vencedor do torneio Kai em sua luta de abertura, Omega foi nomeado como desafiante número um ao World Junior Heavyweight Championship depois do torneio. Em 23 de outubro, Omega derrotou Kai para se tornar o novo World Junior Heavyweight Champion. Omega perdeu o título de volta para Kai em 27 de maio de 2012, sem sua sexta defesa de título, terminando seu reinado em 217 dias.
Em 8 de julho, Omega derrotou Danshoku Dino para vencer o torneio 2012 King of DDT e ganhar uma chance pelo KO-D Openweight Championship do seu companheiro de tag team Kota Ibushi. Omega recebeu sua chance pelo título em 18 de agosto no evento principal do DDT's 15th anniversary em Nippon Budokan, mas falhou em sua tentativa de derrotar Ibushi. Omega recebeu outra chance pelo título em 23 de dezembro de 2012, e derrotou El Generico para vencer o KO-D Openweight Championship pela primeira vez. Em 27 de janeiro de 2013, Omega derrotou Isami Kodaka em uma title vs. title match para defender com sucesso seu KO-D Openweight Championship e conquistar o DDT Extreme Division Championship. Depois de três defesas bem sucedidas de título, Omega perdeu o KO-D Openweight Championship para Shigehiro Irie em 20 de março de 2013. Em 26 de maio, Omega se tornou mais uma vez campeão duplo na DDT, quando ele, Gota Ihashi e Kota Ibushi derrotaram o Monster Army (Antonio Honda, Daisuke Sasaki e Yuji Hino) pelo KO-D 6-Man Tag Team Championship. Depois de um reinado curto de 28 dias, Omega, Ibushi e Ihashi perderam o título para Antonio Honda, Hoshitango e Yuji Hino em 23 de junho. Em 25 de agosto, Omega perdeu o DDT Extreme Division Championship para Danshoku Dino. Em 26 de janeiro de 2014, Omega e Kota Ibushi derrotaram Yankee Nichokenju (Isami Kodaka e Yuko Miyamoto) e Konosuke Takeshita e Tetsuya Endo em uma three-way match para vencer o KO-D Tag Team Championship. Em 12 de abril, Omega e Ibushi se tornaram campeões duplos, quando eles fizeram equipe com Daisuke Sasaki para derrotar o Team Drift (Keisuke Ishii, Shigehiro Irie e Soma Takao) pelo KO-D 6-Man Tag Team Championship. Os seus reinados, no entanto, durou apenas 22 dias, antes deles perderem o título para Shuten-dōji (Kudo, Masa Takanashi e Yukio Sakaguchi) em 4 de maio. Em 28 de setembro, Omega e Ibushi perderam o KO-D Tag Team Championship para Konosuke Takeshita e Tetsuya Endo. Em 26 de outubro, Omega fez sua última luta na DDT, onde ele e Ibushi derrotaram Danshoku Dino e Konosuke Takeshita.

### Pro Wrestling Guerrilla (2008–2010, 2012, 2014)

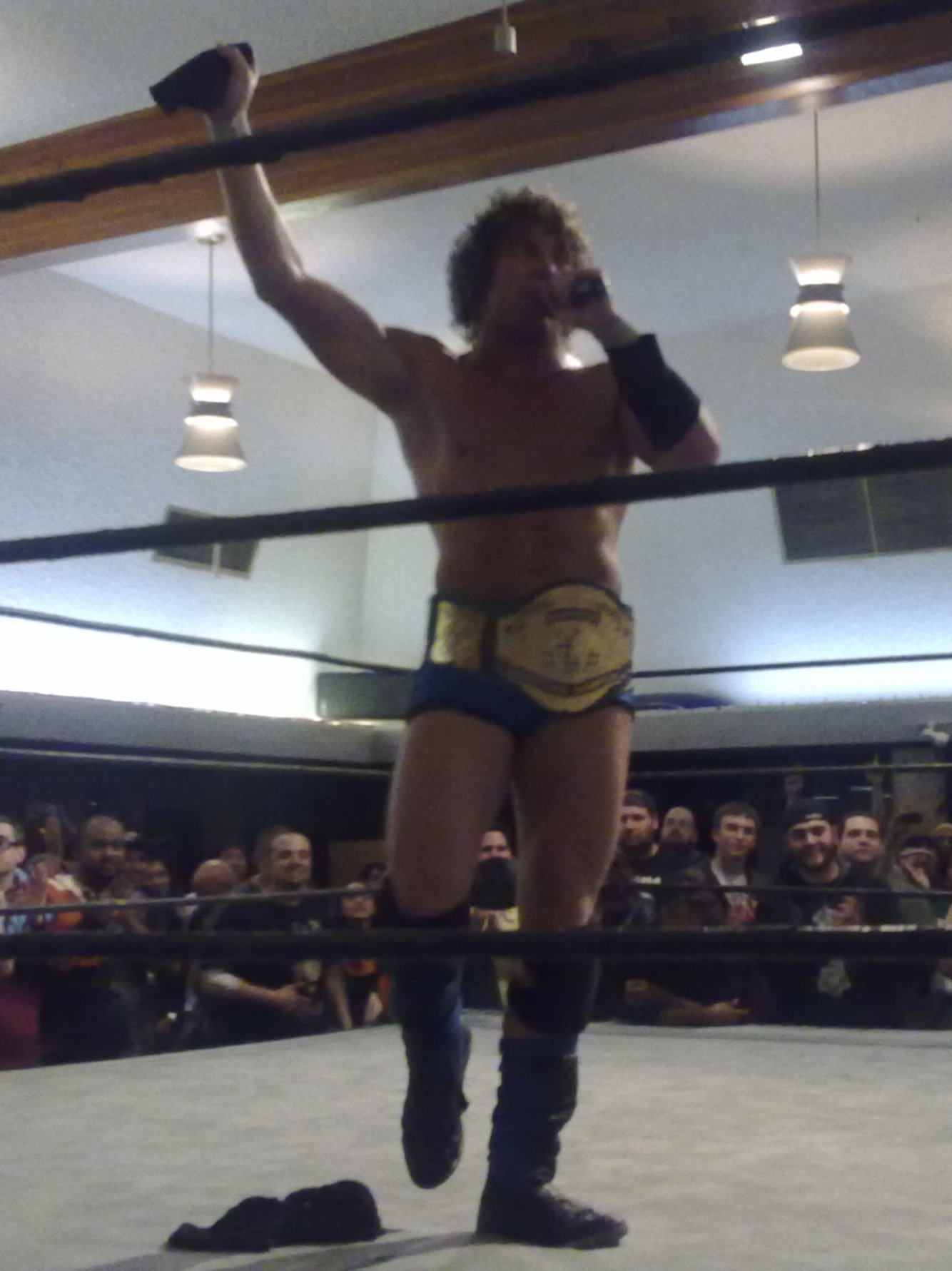
Omega depois de vencer o Battle of Los Angeles de 2009 para se tornar o novo PWG World Champion

Em 1 de novembro de 2008, Omega fez sua estreia na Pro Wrestling Guerrilla como heel no Battle of Los Angeles de 2008, mas acabou sendo eliminado do torneio na primeira rodada pelo talento local Brandon Bonham. Na noite seguinte, Omega participou de uma nine-man three-way tag team match consistindo nos lutadores que perderam na primeira rodada. Em um momento memorável, durante a luta ele sofreu um Irish whip nas cordas por Davey Richards o fazendo bater na corda do meio e na de baixo, fazendo Omega ir para fora do ringue.
Três meses depois, Omega retornou para a compania no Express Written Consent, onde ele foi derrotado por El Generico, depois do principal juiz Rick Knox ficou cansado de Omega o abusar e o acertou com um leaping clothesline. Em 11 de abril de 2009 no Ninety-Nine, Omega conquistou sua primeira vitória na PWG após derrotar Davey Richards depois de um Croyt's Wrath. No dia seguinte no centésimo show da PWG, Omega foi derrotado por Bryan Danielson. No evento, Omega estreou seu novo parceiro de dupla Chuck Taylor em um segmento nos bastidores, onde eles avisaram Generico para ficar fora de Reseda, antes dele ser salvo por Colt Cabana. Em 22 de maio de 2009 no Dynamite Duumvirate Tag Team Title Tournament, o torneio tag team anual da PWG, Omega e Taylor, conhecidos coletivamente como The Men of Low Moral Fiber, derrotando os reunidos Dark & Lovely (Human Tornado e Scorpio Sky) antes de ser eliminados pelos PWG World Tag Team Champions na época The Young Bucks na semifinal do torneio. Em 28 de junho no The Secret of Guerrilla Island, Omega lutou contra Roderick Strong com a primeira luta acabando com um duplo pinfall e depois uma luta com limite de tempo que terminou em empate, antes dele se recusar a continuar na luta e ir embora. Enquanto Omega estava fora dos Estados Unidos, Taylor derrotou El Generico em uma luta street fight em 28 de agosto no Speed of Sound para ganhar o Men of Low Moral Fiber e sua segunda chance contra os Bucks e o PWG World Tag Team Championship. A luta teve lugar em 2 de outubro no evento principal do Against the Grain, onde os Bucks foram mais uma vez vitoriosos.
Em 20 de novembro de 2009, um ano depois da sua estreia na compania, Omega entrou no seu segundo Battle of Los Angeles de 2009, que desta vez seria disputado pelo vago PWG World Championship. Na primeira rodada do torneio, Omega derrotou Kevin Steen, que fez o seu retorno a compania depois de 15 meses de ausência. No dia seguinte, ele derrotou os membros da Dynasty Scott Lost e Joey Ryan na quarta e na semifinal, respectivamente, para avançar á final, onde ele derrotou Roderick Strong para conquistar ambos Battle of Los Angeles de 2009 e o vago PWG World Championship. Depois da sua conquista do título, Omega foi atacado por Brian Kendrick e pelos The Young Bucks, que se tornaram heels no processo enquanto Omega se tornou face, antes de ser salvo por seus antigos inimigos El Generico, Colt Cabana e Rick Knox. Omega e seus antigos rivais decidiram deixar de lado suas diferenças já que tinham inimigos em comum. Em 27 de fevereiro de 2010, no As the Worm Turns Omega perdeu se PWG World Title para Davey Richards em sua primeira defesa.
Em 27 de outubro de 2012, Omega fez sua primeira aparição na PWG em mais de dois anos e meio, quando ele formou dupla com El Generico no Failure to Communicate em uma tag team match, onde eles perderam para os The Young Bucks. Omega retornou para a PWG em 29 de agosto de 2014, para fazer parte do Battle of Los Angeles de 2014 no fim de semana. Depois de vitórias sobre ACH na primeira rodada e Matt Sydal nas quartas de finais, Omega foi eliminado do torneio pelo eventual vencedor do BOLA, Ricochet.

### New Japan Pro Wrestling

#### Golden☆Lovers (2010–2014)
Em 31 de janeiro de 2010, Omega fez sua estreia pela New Japan Pro Wrestling em uma tag team match, onde ele e Kota Ibushi derrotaram Gedo e Jado por desqualificação. Durante a luta Jado sofreu uma lesão legítima no pescoço depois de um suicide dive de Omega. Em 1 de junho, Omega entrou no torneio da New Japan Best of the Super Juniors de 2010, onde ele terminou em quarto seu bloco com quatro vitórias em sete lutas, assim falhando em avançar para a semifinal do torneio. Depois de derrotar Ryusuke Taguchi em um show da DDT em 29 de agosto de 2010, Omega teve uma chance garantida pelo título do companheiro de Taguchi Prince Devitt, o IWGP Junior Heavyweight Championship. Em 3 de setembro, Omega fez seu retorno para a New Japan, mas foi derrotado por Devitt na luta pelo título. Em 11 de outubro no Destruction '10, Omega e Kota Ibushi derrotaram Devitt e Taguchi, o time conhecido coletivamente como Apollo 55, para conquistar o IWGP Junior Heavyweight Tag Team Championship. Em 14 de novembro, os Golden☆Lovers fizeram sua primeira defesa de título bem sucedida, derrotando Devitt e Taguchi em um show da DDT show para criar uma luta com os vencedores do Super J Tag League de 2010, Gedo e Jado. The match against Gedo and Jado took place at another DDT show on December 26 and ended with the Golden☆Lovers retaining the title. Em 23 de janeiro de 2011, no Fantastica Mania 2011, um evento co-produzido pela New Japan e Consejo Mundial de Lucha Libre em Tóquio, Omega e Ibushi perderam o IWGP Junior Heavyweight Tag Team Championship de volta para Devitt e Taguchi. Em 26 de maio, Omega entrou no Best of the Super Juniors de 2011 e abriu o torneio com cinco vitórias seguidas, perdendo suas últimas três lutas e terminando em terceiro em seu bloco, perdendo por pouco as semifinais do torneio. Em 14 de agosto, os Golden☆Lovers receberam sua revanche pelo IWGP Junior Heavyweight Tag Team Championship, mas foram novamente derrotados por Devitt e Taguchi.
Omega retornou para a New Japan em maio de 2013 para fazer parte do Best of the Super Juniors de 2013, onde ele conseguiu ganhar cinco das suas oito lutas de rodada, avançando para a semifinal do torneio. Em 9 de junho, Omega foi derrotado na semifinal por Prince Devitt, depois da interferência de seu grupo Bullet Club. Um ano depois, Omega retornou para fazer parte do torneio da New Japan Best of the Super Juniors de 2014 de 30 de maio da 6 de junho, terminando com três vitórias e quatro derrotas com uma derrota para Taichi no último dia, custando-lhe um lugar nas semifinais.

#### Bullet Club (2014–presente)

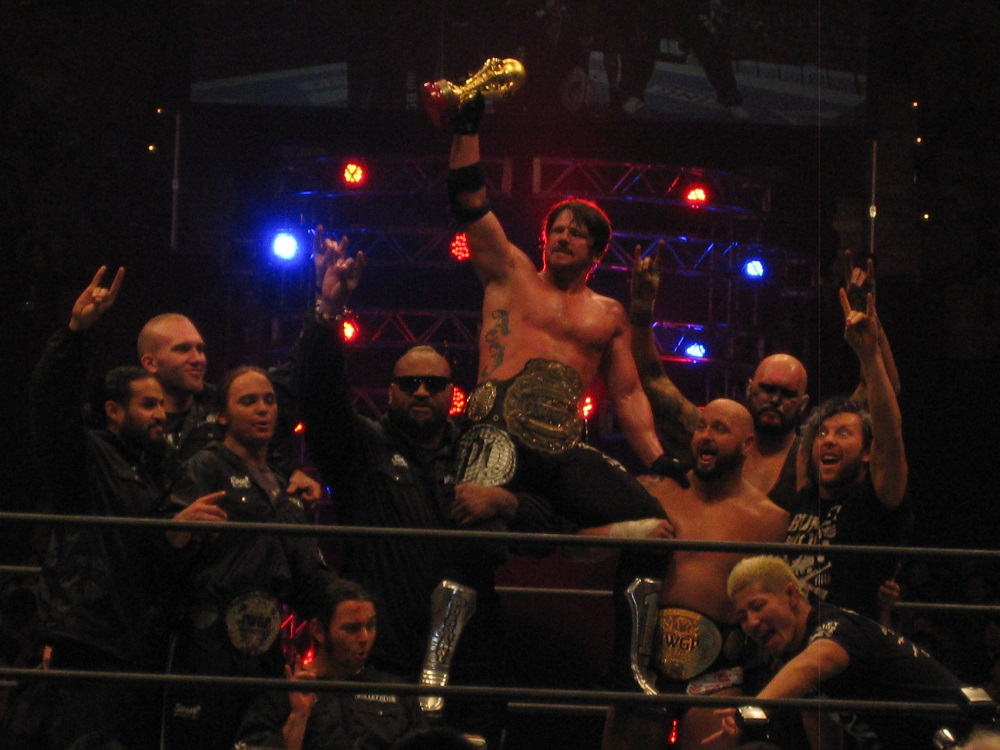
Omega (extrema direita) como membro do Bullet Club no começo de 2015

Em 3 de outubro de 2014, a NJPW fez uma conferência para anunciar que Omega decidiu assinar com a empresa depois que seu contrato com a DDT expirasse em 26 de outubro. Omega fez sua estreia sob contrato com a NJPW em 8 de novembro no Power Struggle, onde (apesar de ter descartado se juntar com o grupo vilão Bullet Club em sua conferência de assinatura, dizendo não se considerar um gaijin), Omega foi revelado como o novo membro do grupo, voltando suas atenções para o IWGP Junior Heavyweight Championship. Omega, se autodenominou como "The Cleaner", e admitiu que ele mentiu na conferência e estava apenas interessado em dinheiro e no título. Como parte do seu novo personagem vilão, Omega, que é fluente em japonês, parou de falar em japonês e em vez disso passou a dar entrevistas em inglês. Por trás das cenas, Omega disse que sua gimmick de otaku era muito "borbulhante" para o Bullet Club, o que levou ele a adotar o apelido de Cleaner, que se destinava a ser uma referência as pessoas que limpam as cenas dos crimes. Inicialmente, Omega fez um ótimo papel, mas depois de repetidamente ter que explicar o personagem quando as pessoas pensavam que ele estava retratando um zelador real, ele começou a incorporar comedia na gimmick e começou a vir para as lutas com um esfregão e uma vassoura. Em 4 de janeiro de 2015 no Wrestle Kingdom 9 in Tokyo Dome, Omega fez sua primeira luta como membro do Bullet Club, derrotando Ryusuke Taguchi para conquistar o IWGP Junior Heavyweight Championship pela primeira vez.
A primeira defesa de título de Omega teve lugar em 11 de fevereiro no The New Beginning in Osaka, onde ele derrotou Taguchi em uma revanche. Durante os meses seguintes, ele também defendeu com sucesso seu título contra Máscara Dorada no Invasion Attack 2015 e Alex Shelley no Wrestling Dontaku 2015. Em 5 de julho no Dominion 7.5 in Osaka-jo Hall, Omega perdeu seu título para o vencedor do Best of the Super Juniors de 2015, Kushida. Em 23 de setembro no Destruction in Okayama, Omega reconquistou o título de Kushida, depois de interferência do companheiro de Bullet Club Karl Anderson. Ele fez sua primeira defesa bem sucedida do título em 12 de outubro no King of Pro-Wrestling contra Matt Sydal. Em 4 de janeiro de 2016, no Wrestle Kingdom 10 in Tokyo Dome, Omega perdeu o título de volta para Kushida.

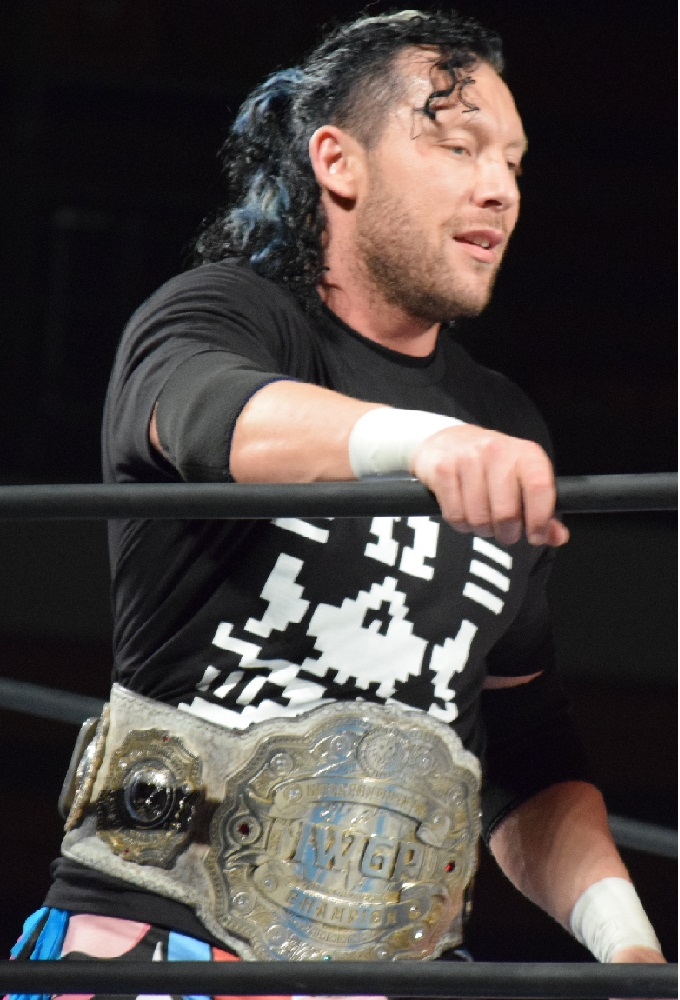
Omega como IWGP Intercontinental Champion em maio de 2016

No dia seguinte, Omega fez dupla com o líder do Bullet Club A.J. Styles para derrotar o IWGP Intercontinental Champion Shinsuke Nakamura e Yoshi-Hashi em uma luta tag team, fazendo o pin sobre Nakamura para vencer. Depois da luta, Bullet Club se virou contra Styles, com Omega assumindo a liderança do grupo e declarando que ele não era mais um junior heavyweight depois de desafiar Nakamura para uma luta pelo título. A luta, porém, nunca chegou a acontecer pois Nakamura anunciou sua saída da NJPW, com a promoção o tirando seu IWGP Intercontinental Championship. Depois, Omega começou a usar o golpe de Nakamura Bomaye como movimento de finalização, o renoameando V-Trigger. Foi então anunciado que Omega iria enfrentar Hiroshi Tanahashi para determinar o novo campeão. Em 14 de fevereiro no The New Beginning in Niigata, Omega derrotou Tanahashi para se tornar o IWGP Intercontinental Champion. Seis dias depois no Honor Rising: Japan 2016, Omega se tornou um campeão duplo, quando ele e os The Young Bucks derrotaram Jay Briscoe, Mark Briscoe e Toru Yano pelo NEVER Openweight 6-Man Tag Team Championship. Eles perderam os títulos para Hiroshi Tanahashi, Michael Elgin e Yoshitatsu em 10 de abril no Invasion Attack 2016, onde Omega também fez sua primeira defesa do IWGP Intercontinental Championship em 27 de abril, onde ele derrotou Elgin. Isto marcou a primeira vez que dois canadenses estiveram no evento principal de um show da NJPW. Em 3 de maio no Wrestling Dontaku 2016, Omega e os The Young Bucks reconquistaram o NEVER Openweight 6-Man Tag Team Championship de Elgin, Tanahashi e Yoshitatsu. Em 19 de junho no Dominion 6.19 in Osaka-jo Hall, Omega perdeu o IWGP Intercontinental Championship para Elgin na primeira ladder match da história da NJPW. Em 3 de julho, Omega e os The Young Bucks perderam o NEVER Openweight 6-Man Tag Team Championship para Matt Sydal, Ricochet e Satoshi Kojima.

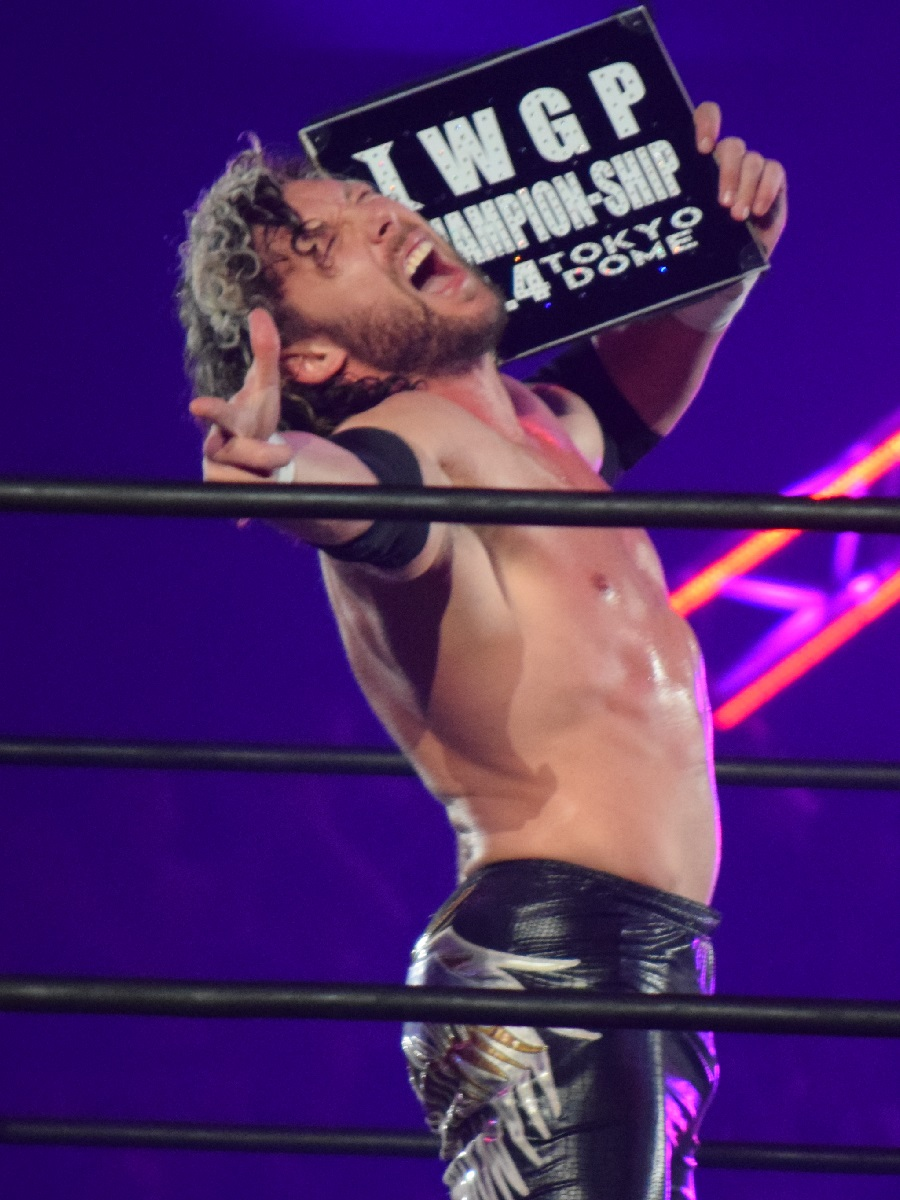
Omega com a maleta contendo seu contrato por uma chance pelo IWGP Heavyweight Championship

De 22 de julho a 13 de agosto, Omega fez parte do round-robin do G1 Climax de 2016, onde ganhou seu bloco com um registro de seis vitórias e de três derrotas, avançando para a final. Em 14 de agosto, Omega derrotou Hirooki Goto na final para vencer o G1 Climax de 2016 para ganhar uma chance pelo IWGP Heavyweight Championship no Wrestle Kingdom 11 in Tokyo Dome em 4 de janeiro de 2017. Omega não só venceu o torneio em sua primeira tentativa, mais também se tornou o primeiro estrangeiro a vencer o G1 Climax na história. Em 22 de setembro no Destruction in Hiroshima, Omega defendeu com sucesso sua luta pelo título no Wrestle Kingdom 11 contra Yoshi-Hashi, se vingando de uma derrota que sofreu no G1 Climax de 2016 no processo. Em 10 de outubro no King of Pro-Wrestling, Omega sua defesa final de seu contrato em uma revanche contra Hirooki Goto, consolidando assim seu lugar no evento principal do Wrestle Kingdom 11. Em 4 de janeiro de 2017, Omega foi derrotado pelo IWGP Heavyweight Champion Kazuchika Okada no evento principal do Wrestle Kingdom 11 in Tokyo Dome. Com 46 de minutos e 45 segundos, foi a mais longa da história do January 4 Tokyo Dome Show. O jornalista de wrestling Dave Meltzer deu seis estrelas á luta em seu Wrestling Observer Newsletter, adicionando que Omega e Okada "podem ter feito a melhor luta história do wrestling profissional" e que aquela foi a melhor luta que ele já viu. O membro do WWE Hall of Fame Mick Foley disse que a luta foi uma das melhores que ele já viu em toda sua vida.
No dia 9 de junho de 2018, Kenny Omega acabou por derrotar Kazuchika Okada num 2 out of 3 falls match tornando-se pela primeira vez IWGP Heavyweight Champion.

## Vida pessoal
Smith nasceu em Transcona, Winnipeg, Manitoba em 16 de outubro de 1983. Ele tem uma irmã mais nova. Sua mãe trabalha em serviços para famílias enquanto seu pai trabalha para o governo canadense como um oficial de transporte. Smith começou a assistir luta livre profissional quando era criança com seu pai gravando-o no "Saturday Night's Main Event" programa que se tornou o seu favorito.
Smith fala japonês fluentemente e vive atualmente em Katsushika na ala leste de Tóquio. Smith regularmente apresenta um canal no YouTube chamado "The Cleaner's Corner", onde le joga seus jogos favoritos de todos os tempos, e durante seu tempo livre ele também participa de convenções de videogame.[carece de fontes?] Em 26 de junho de 2016, ele participou do CEO 2016 e derrotou o lutador da WWE Xavier Woods várias vezes no Street Fighter V.
Smith se abstém do consumo de álcool, tabaco e drogas
Smith disse a ESPN.com que ele "amava a cultura japonesa antes mesmo de perceber que era, de fato, cultura japonesa" e seus jogos e desenhos favoritos estavam em japonês.

## Personagem no wrestling
Um fã de anime e videogames, Smith se inspira bastante nisso e incorpora para golpes, músicas de entrada e conceitos de gimmick. Exemplos notáveis incluem a nomeação de um de seus golpes o One-Winged Angel, uma referência ao Sephiroth do Final Fantasy VII', variações de temas e músicas entrada do antagonista do Mega Man Dr. Wily, seu ring name "Kenny Omega" sendo inspirado pelo personagem Omega Weapon da serie de videogames Final Fantasy e até mesmo usando o  Hadouken do Street Fighter como movimento secundário. Essa inspiração também se nota em sua aparência; seu visual como "The Cleaner" foi inspirado de Albert Wesker da serie de videogames Resident Evil, bem como Marion "Cobra" Cobretti do filme Cobra. Além dos videogames, Smith também credita Star Trek: The Next Generation e os desenhos de super-heróis que passavam nas manhãs de sábado como grande parte de sua inspiração para o personagem. Depois de se tornar heel, Smith parou de usar seus golpes e músicas inspirados em videogames quando ele viu que era muito popular entre os fãs e isso fazia mais parte do seu personagem face.

## No wrestling
- Movimentos de finalização

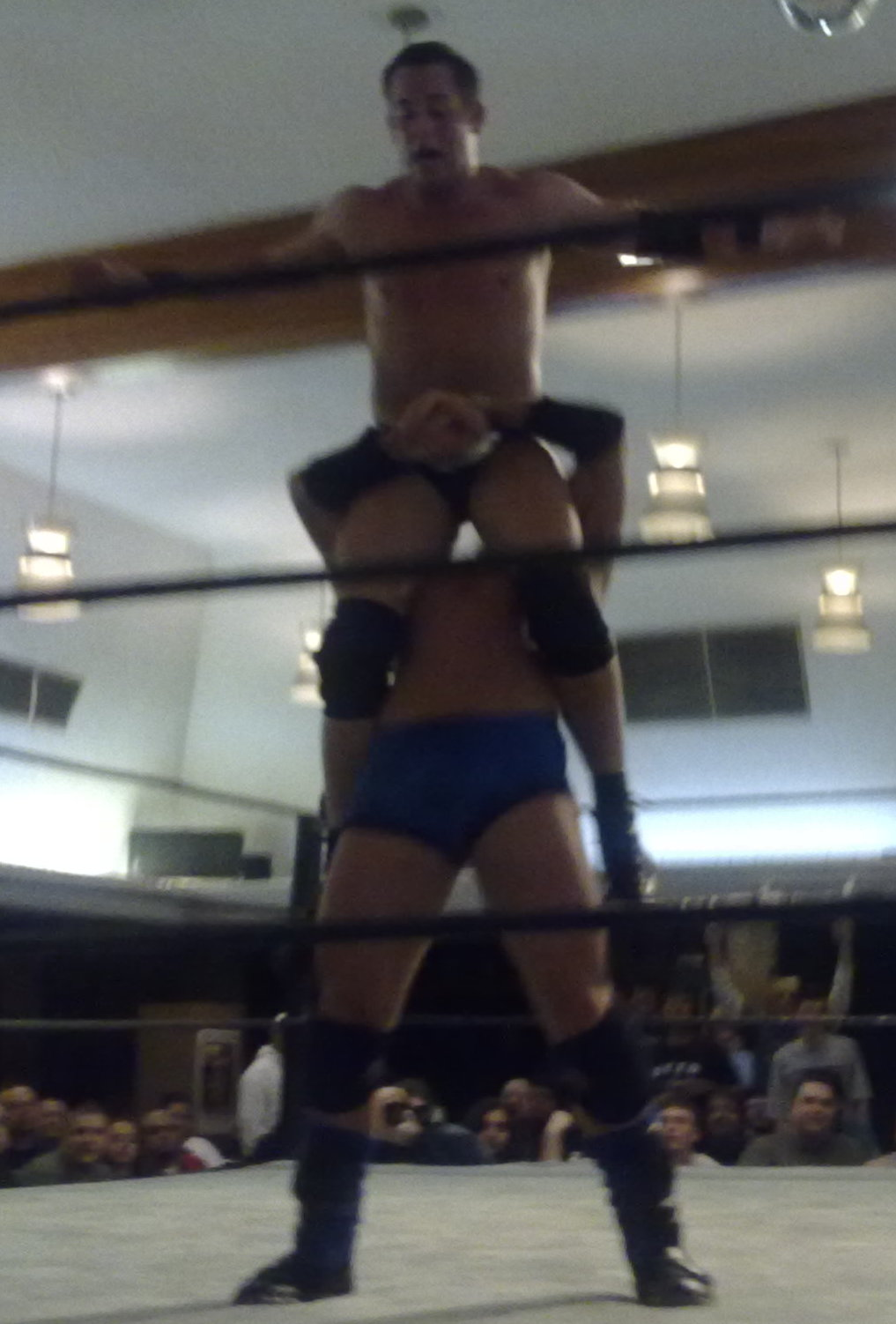
Omega aplicando um Croyt's Wrath em Roderick Strong

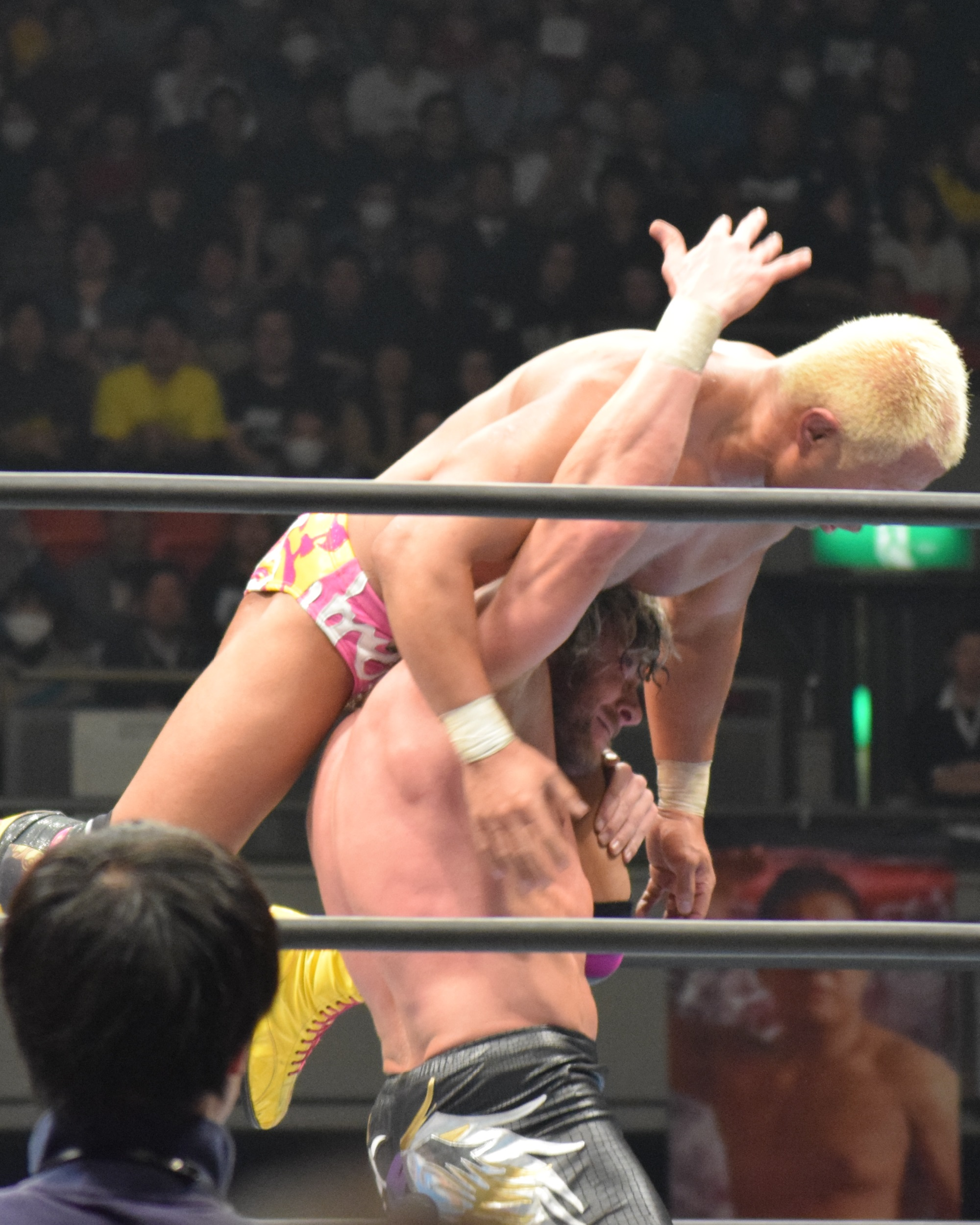
Omega aplicando um Katayoku no Tenshi/One-Winged Angel em Tomoaki Honma

  - Aoi Shoudou (Cross-legged fisherman buster)[5][6][7]
  - Croyt's Wrath (Electric chair dropped em um bridging German suplex, às vezes da segunda corda)[6][7][151]
  - Katayoku no Tenshi[6] / One-Winged Angel[152] (One-handed electric chair driver)
  - Styles Clash  (Belly-to-back inverted mat slam)[123][153][154] – 2016–presente; parodiado de A.J. Styles
  - V-Trigger[125] (Running knee strike)[155][156][157] – 2016–presente; parodiado de Shinsuke Nakamura
- Movimentos secundários
  - Dr. Wily Bomb (Deadlift gutwrench sitout powerbomb)[158][159][160]
  - EX Hadouken (Double palm thrust no rosto de um oponente ajoelhado, com teatralidades)[161]
  - Flash Man's Time Stopper (Step-up enzuigiri, com teatralidades)[151]
  - Greetings from Winnipeg (Low blow, com teatralidades)[151]
  - Hadouken (Double palm thrust no peito do oponente)[5][6][7][151]
  - Kotaro Krusher (Leapfrog transicionado em um one-handed bulldog)[5][151][162]
  - Múltiplas variações de suplex
    - Dragon Rebirth (Twisting dragon)[151]
    - Dragon Revolution (Pumphandle flipping release half nelson)[151]
    - Dragon Rush (Flipping release dragon)[5]

  - Reverse frankensteiner[123][157][163][164]
  - Rolling fireman's carry slam seguido por um moonsault[154][165][166][167]
  - Tony Jaa (Running double knee strike, com teatralidades)[151]
  - Topé con Hilo (Suicide somersault senton)[168]
- Com Kota Ibushi
  - Movimentos de finalização em dupla
    - Golden Shower (450° splashes simultaneamente do mesmo córner)[169][170][171]
- Alcunhas
  - "Canadian X"[151][162]
  - "The Cornerstone"[172]
  - "The Cleaner"[107]
  - "The Destiny Flower"[151][162]
  - "King of the Anywhere Match"[173]
  - "The Master of the Dark Hadou"[173]
- Temas de entrada
  - "Attenzione" por Flashrider[174] (JAPW)
  - "Dr. Wily I (Mega Man 20th Anniversary Techno Version)" por Ogeretsu Kun, Manami Ietel e Yuukichan's Papa[174] (DDT)
  - "Dr. Wily Stage 1 – Omegaman Mix" por Rock-Men[174] (DDT)
  - "Shot'Em" por [Q]Brick[175] (NJPW; usado enquanto parte do Bullet Club)
  - "Devil's Sky" por Yonosuke Kitamura[176] (NJPW)
  - "Devil's Sky (Tokyo Dome 2016 Version)" by Yonosuke Kitamura[176]
  - "Battle Cry" por Little V (AEW)

## Títulos e prêmios
- 4 Front Wrestling

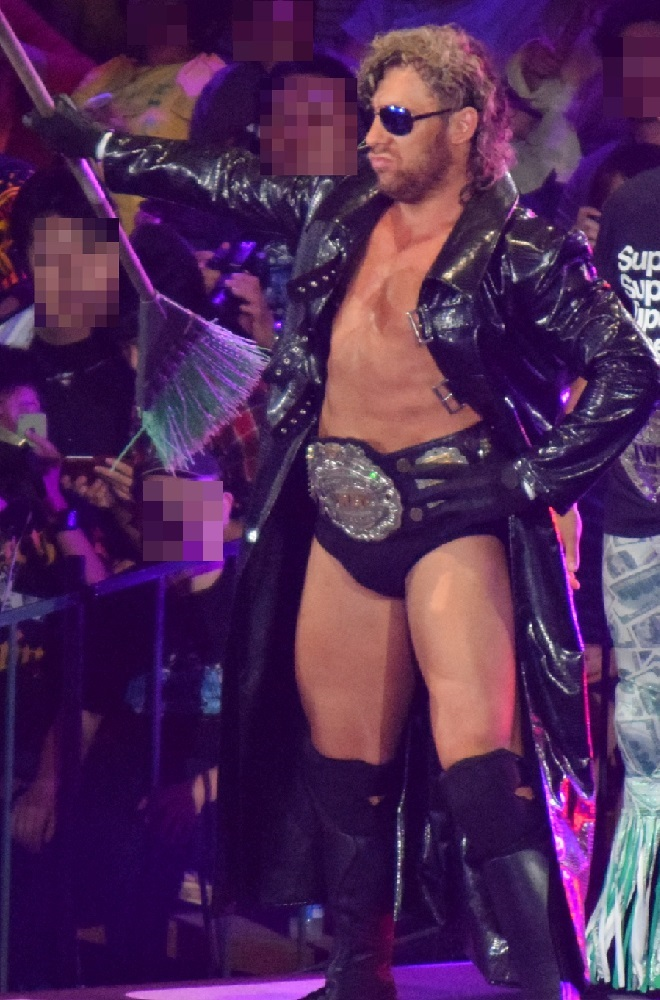
Omega como IWGP Junior Heavyweight Champion em julho de 2015

  - 4FW Junior Heavyweight Championship (1 vez)[177]
- Total Nonstop Action Wrestling
- Impact World Championship (1 vez)
- All Elite Wrestling
  - AEW World Championship (1 vez)
  - AEW World Tag Team Championship (1 vez) – com "Hangman" Adam Page
- All Japan Pro Wrestling
  - World Junior Heavyweight Championship (1 vez)[6][55]
- Canadian Wrestling's Elite
  - CWE Tag Team Championship (1 vez) – com Danny Duggan[177]
  - CWE Tag Team Championship Tournament (2010) – com Danny Duggan[178]
- Canadian Wrestling Federation
  - CWF Heavyweight Championship (1 vez)[12]
- DDT Pro-Wrestling
  - DDT Extreme Division Championship (1 vez)[60]
  - KO-D 6-Man Tag Team Championship (2 vezes) – com Gota Ihashi e Kota Ibushi (1),[62] e Daisuke Sasaki] e Kota Ibushi (1)[66]
  - KO-D Openweight Championship (1 vez)[59]
  - KO-D Tag Team Championship (3 vezes]]) – com Kota Ibushi (2) e Michael Nakazawa (1)[6][177]
  - Nihonkai Six Man Tag Team Championship (1 vez) – com Mr. #6 e Riho[179]
  - King of DDT (2012)[57]
  - Best Match Award (2012) vs. Kota Ibushi em 18 de agosto[180]
- Japan Indie Awards
  - Best Bout Award (2012) vs. Kota Ibushi em 18 de agosto[181]
  - Best Bout Award (2014) com Kota Ibushi vs. Konosuke Takeshita e Tetsuya Endo em 28 de outubro[182]
- Jersey All Pro Wrestling
  - JAPW Heavyweight Championship (1 vez)[6][183]
  - JAPW Light Heavyweight Championship (1 vez)[39]
- Lucha Libre AAA Worldwide
  - AAA Mega Championship (1 vez)
- MainStream Wrestling
  - Canadian Unified Junior Heavyweight Championship (3 vezes)[184]
- National Wrestling Alliance
  - NWA Canadian X Championship (1 vez)[5]
- New Japan Pro Wrestling
  - IWGP Intercontinental Championship (1 vez)[127]
  - IWGP United States Championship (1 vez)
  - IWGP Junior Heavyweight Championship (2 vezes)[110][119]
  - IWGP Junior Heavyweight Tag Team Championship (1 vez) – com Kota Ibushi[6][93]
  - NEVER Openweight 6-Man Tag Team Championship (2 vezes) – com Matt Jackson e Nick Jackson[128][132]
  - G1 Climax (2016)[136]
  - IWGP Heavyweight Championship (1 vez)
- Premier Championship Wrestling
  - PCW Heavyweight Championship (4 vezes)[5][6][25]
  - PCW Tag Team Championship (2 vezes) – com Rawskillz (1)[5] e Chris Stevens (1)[185]
  - Premier Cup (2005, 2007)[5]
- Pro Wrestling Guerrilla
  - PWG World Championship (1 vez)[6][81]
  - Battle of Los Angeles (2009)[81]
- Pro Wrestling Illustrated
  - PWI o colocou na 23º dos 500 melhores lutadores individuais na PWI 500 em 2016[186]
- Tokyo Sports
  - Best Bout Award (2010) com Kota Ibushi vs. Prince Devitt e Ryusuke Taguchi (NJPW, 11 de outubro)[187]
  - Technique Award (2016)[188]
- Wrestling Observer Newsletter
  - Luta 5 estrelas (2016) vs. Tetsuya Naito em 13 de agosto[148]
  - Luta 6 estrelas (2017) vs. Kazuchika Okada em 4 de janeiro[189]
  - Luta 6¼ estrelas (2017) vs. Kazuchika Okada em 11 de junho[190]
  - Luta 6 estrelas (2017) vs. Kazuchika Okada em 12 de agosto
  - Luta 5 estrelas (2018) vs. Kazuchika Okada em 4 de janeiro

Luta 6 estrelas (2017) vs. Kazuchika Okada em 12 de agosto
Luta 5 estrelas (2018) vs. Chris Jericho em 4 de janeiro